# 叙普林根堡
叙普林根堡是德国下萨克森州的一个市镇。总面积14.30平方公里，总人口656人，其中男性333人，女性323人（2011年12月31日），人口密度46人/平方公里。